# B’z The Best „Treasure”
B’z The Best „Treasure” – czwarta kompilacja japońskiego zespołu B’z, wydana 20 września 1998 roku. Album osiągnął 1 pozycję w rankingu Oricon i pozostał na liście przez 40 tygodni, sprzedał się w nakładzie 4 438 742 egzemplarzy. Zdobył status płyty 4× Milion oraz nagrodę „Rockowy Album Roku” podczas rozdania 13th Japan Gold Disc Award.

## Lista utworów
| Nr  | Tytuł                                                                    | Czas |
| --- | ------------------------------------------------------------------------ | ---- |
| 1.  | „Blowin’ ”                                                               | 3:55 |
| 2.  | „KOI-GOKORO” (jap. 恋心 (KOI-GOKORO))                                    | 3:49 |
| 3.  | „TIME”                                                                   | 4:57 |
| 4.  | „Liar! Liar!”                                                            | 3:23 |
| 5.  | „Negai” (jap. ねがい)                                                    | 3:29 |
| 6.  | „Itoshii hito yo Good Night...” (jap. 愛しい人よGood Night...)           | 6:15 |
| 7.  | „Pleasure'98 ~Jinsei no kairaku~” (jap. Pleasure'98 〜人生の快楽〜)      | 4:44 |
| 8.  | „Mienai chikara ~INVISIBLE ONE~” (jap. ミエナイチカラ 〜INVISIBLE ONE〜) | 4:41 |
| 9.  | „Mō ichido kiss shitakatta” (jap. もう一度キスしたかった)                | 4:39 |
| 10. | „FIREBALL”                                                               | 4:14 |
| 11. | „Real Thing Shakes”                                                      | 4:14 |
| 12. | „MOTEL”                                                                  | 4:23 |
| 13. | „Itsuka no Merry Christmas” (jap. いつかのメリークリスマス)              | 5:38 |
| 14. | „RUN -1998 style-”                                                       | 5:49 |

## Notowania
| Lista                                 | Pozycja |
| ------------------------------------- | ------- |
| Oricon Weekly Albums Chart            | 1       |
| Oricon Monthly Albums Chart           | 1       |
| Oricon Yearly Albums Chart (rok 1998) | 2       |